# Aérodrome de Kaolack
Pour les articles homonymes, voir KLC.
L'aérodrome de Kaolack (code IATA : KLC) est un aérodrome situé dans l'Ouest du Sénégal, à Kaolack.

## Caractéristiques
En 2004, l'aérodrome a enregistré 110 mouvements d'appareils pour 548 passagers, principalement liés aux aéro-clubs.

## Situation
| \| 50 km1:10 137 000 \| Saint-Louis · XLS Ziguinchor Dakar · DKR Dakar · DSS Kolda Cap Skirring Kédougou Tambacounda Linguère Kaolack |
| 50 km1:10 137 000 |